# Marketing de contenidos

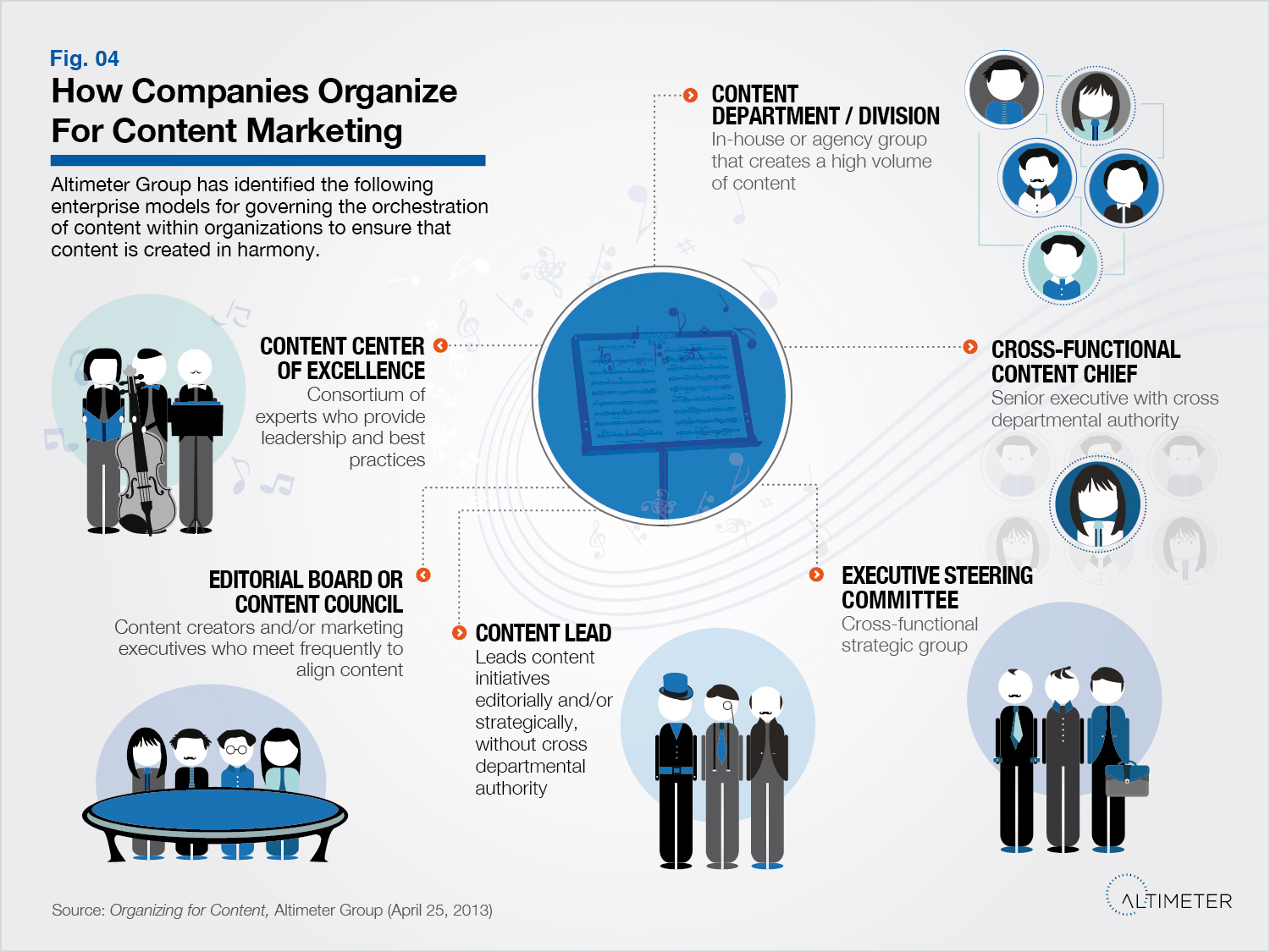
Así se organizan las empresas para el marketing de contenidos

El marketing de contenidos o mercadeo de contenido (en inglés: content marketing) es el arte de entender exactamente qué necesitan saber los usuarios para crear contenidos relevantes que destaquen a las marcas. En otras palabras, consiste en crear y distribuir contenido relevante para clientes y potenciales clientes con el objetivo de atraerlos hacia la empresa y conectar con ellos. No es, por tanto, contenido promocional sino útil y relevante para los usuarios y para la empresa que ha de ser aportado mediante formatos adecuados.
Se entiende por contenido cualquier tipo de publicación ya sea:
- Social (posts, tuits, actualizaciones en redes sociales...),[5]
- Online (newsletter, libros electrónicos...),
- Papel (revista corporativa...)
- Multimedia (vídeos, pódcast...).

De acuerdo con el Content Marketing Institute el marketing de contenidos puede definirse como:

Un enfoque estratégico del marketing centrado en la creación y distribución de contenido relevante, oportuno y coherente para atraer y retener a un mercado claramente identificado y, finalmente, generar acciones rentables de los clientes.

## Diferencias con una estrategia de contenidos
Aunque se utilizan de forma similar, son conceptos diferentes:
- Marketing de contenidos: cómo generar conversación alrededor del contenido, es decir, cómo usarlo para atraer la atención, compromiso y participación. Cercano al trabajo de la comunicación y el marketing tradicional.
- Estrategia de contenidos: procesos para estructurar, organizar, gestionar y crear el contenido. Qué decir (mensajes, temas, puntos de vista…), a quién y cómo expresarlos.[8]

## Beneficios del marketing de contenidos
El marketing de contenidos, además de crear un valor único que eleva la visibilidad de nuestra marca, permite entregar a las audiencias información consistente y valiosa para ganar su lealtad utilizando un amplio espectro de piezas de información que incluye desde newsletters, historias de éxito y white papers, hasta eBooks, artículos editoriales y publicaciones en medios sociales, entre otras.
- Diferenciación frente a la competencia. El marketing de contenidos permite a las empresas llegar antes que la competencia a sus clientes, si esta no tiene creada una estrategia basada en los contenidos. Asimismo, si la competencia tiene una estrategia implementada, el marketing de contenidos permite crear un estilo personal distintivo y segmentado.[10]
- Segmentación. No todo el mundo compra todos los productos. Con el marketing de contenidos, las empresas se dirigen únicamente a aquellos clientes potenciales que ya están interesados en sus productos, sin molestar a nadie que, en principio, no lo están.
- Credibilidad. Al haber eliminado el intrusismo publicitario, la comunicación se hace más natural, puesto que ambas partes comparten un interés común. La confianza llega cuando los contenidos publicados son fruto de la experiencia y la profesionalidad y por tanto se convierten en información cualificada y referencia del sector.
- Engagement o vínculo. La mentalidad comercial actual se parece mucho, paradójicamente, a la mentalidad comercial anterior a la masificación urbana, donde cierto grado de cosificación llevó a que tanto los comercios como los clientes pensaran que la única relación posible entre ambos era la de la compra-venta. Ahora, crear vínculos más allá de la transacción económica es fundamental para fidelizar clientes, y una estrategia efectiva es ayudar e (in)formar mediante contenidos a esos clientes más allá de que lo pidan y, por supuesto, más allá de que compren. En este sentido las redes sociales son determinantes.[11]
- Posicionamiento. El marketing de contenidos permite llegar con un bajo costo a clientes potenciales a través de las búsquedas que realizan en la web.[12]
- Producir prospectos constantemente: el marketing de contenido produce tres veces más prospectos que las tácticas convencionales.
- Los costos a largo plazo: son más bajos porque el 98 por ciento de los especialistas en marketing dicen que el retorno de la inversión del marketing de contenido vale la pena. La generación de prospectos puede volverse seis veces más asequible en general.
- El reconocimiento de marca: crece a pesar de ser intangible y difícil de cuantificar en términos concretos, pero es lo que permite que las marcas perduren y se conviertan en las marcas preferidas de los consumidores.
- Es la entrada a una estrategia inbound: el marketing de contenidos puede ser la apertura a una estrategia inbound que transforme la forma en que ves tu empresa y el marketing en general.[13]

## Características
El campo del marketing de contenidos es un subconjunto del marketing digital y se destaca de otras tácticas de marketing debido a una serie de rasgos distintivos. A continuación se muestra una descripción de los elementos clave del marketing de contenidos.
- Enfoque en el cliente: una de las características clave del marketing de contenidos es que pone un fuerte énfasis en los deseos, necesidades y consultas de su público objetivo. El contenido debe crearse teniendo en cuenta las preocupaciones y los problemas de la audiencia, y debe ofrecer soluciones prácticas y valiosas. Esto mejora las posibilidades de que los usuarios se conviertan en clientes y embajadores de la marca, al mismo tiempo que ayuda a la empresa a conectarse con su mercado objetivo.
- Relevancia y valor: el contenido de marketing debe ser valioso para los usuarios y pertinente para el mercado objetivo de la empresa. Para mantener el interés de la audiencia, el contenido debe ser educativo, práctico, entretenido o motivador. Las empresas pueden establecerse como expertos en su nicho y aumentar la lealtad y satisfacción de los clientes mediante la producción de contenido de alta calidad.
- Coherencia y consistencia: La estrategia de marketing de contenidos debe ser constante y consistente para tener éxito. La producción de contenido debe ser un proceso continuo que beneficie continuamente a la audiencia en lugar de un esfuerzo de una sola vez. La necesidad de que el contenido esté en consonancia con la identidad y los valores de la marca es otro aspecto de la coherencia. Esto ayuda a crear una imagen de marca sólida y reconocible en la mente de los clientes.
- Personalización y flexibilidad: el marketing de contenidos debe ser flexible y adaptable para satisfacer las demandas de una audiencia en constante cambio. Las empresas deben estar preparadas para cambiar su contenido para adaptarse a los requisitos y preferencias de su mercado objetivo. Otro elemento esencial del marketing de contenidos es la personalización, que permite a las empresas adaptar sus ofertas a las preferencias e intereses de cada usuario individual, mejorando así la utilidad y relevancia del contenido. Para diferenciarse de la competencia y atraer a la audiencia, el marketing de contenidos necesita una cantidad significativa de creatividad e innovación. Las empresas deben ser capaces de producir contenido atractivo, único y distinto de lo que está disponible actualmente en su sector. Para mantenerse al día con las tendencias y modificaciones en la forma en que las personas consumen contenido en línea, la innovación también es fundamental.[14]

El marketing de contenidos se centra en la creación de contenidos que puedan ser útiles a los usuarios. Logrando que realicen una acción en específico o interactúen con el contenido, este tipo de interacción es medida a través del engagement. Sin embargo el marketing de contenidos también debe lograr al menos alguno de estos objetivos:
- Informar
- Instruir
- Entretener
- Generar una emoción[15]

Una de las características más importantes del marketing de contenidos es lo que significa para una marca la creación de sus propias audiencias.

## ¿Por qué es necesario el marketing de contenidos?
El marketing de contenidos es esencial porque genera valor de marca, o la idea de que a medida que produce contenido más valioso, su marca se volverá cada vez más valiosa con el tiempo. Y cuanto más ayude a su audiencia, más autoridad ganará su marca en su industria.
El marketing de contenidos es necesario por varias razones:
1. Atraer a clientes potenciales: El marketing de contenidos permite a las empresas atraer a clientes potenciales de forma no intrusiva mediante la creación de contenido relevante y valioso para ellos. De esta manera, las empresas pueden construir relaciones de confianza con su audiencia y aumentar su visibilidad online.
2. Educar y entretener: El contenido de calidad puede educar e informar a la audiencia sobre temas relevantes para el sector de la empresa, lo que ayuda a establecer la empresa como un líder en su área de negocio. Además, el contenido también puede entretener y capturar la atención de la audiencia, lo que aumenta la probabilidad de que los consumidores se involucren con la empresa y compren sus productos o servicios.
3. Mejorar la visibilidad en motores de búsqueda: La creación de contenido de calidad y relevante para la audiencia puede ayudar a mejorar la visibilidad de la empresa en los resultados de búsqueda de Google y otros motores de búsqueda. Esto se debe a que los motores de búsqueda prefieren contenido de calidad y relevante en sus resultados de búsqueda.[21]
4. Fortalecer la marca: El marketing de contenidos ayuda a construir una marca sólida y coherente. La creación de contenido de calidad que se alinea con los valores de la empresa y su estrategia de marca puede ayudar a establecer una identidad de marca única y atractiva para los consumidores.
5. Generar confianza: La creación de contenido de calidad y relevante para la audiencia puede ayudar a generar confianza en la empresa y sus productos o servicios. Esto se debe a que el contenido puede demostrar la experiencia y conocimiento de la empresa en su sector de negocio, lo que aumenta la probabilidad de que los consumidores confíen en la empresa y compren sus productos o servicios.
6. Ayuda con la conversión: El marketing de contenidos permite que los usuarios que siguen a la marca en diferentes Social media aprendan cada vez más de los productos y servicios y sus beneficios. De esta forma, con el paso del tiempo va incrementando su deseo por obtenerlos y pasan de ser solamente usuarios a convertirse en potenciales clientes.

## Notoriedad y visibilidad de la marca
Las empresas orientadas a la extensión de su abarcamiento con gran cantidad de clientes manifiestan deseo de prestar atención al aumento del número de visitantes, bien como al número de estas interacciones. Los índices tradicionales de volumen incluyen el número de visitantes de la página y el número de cartas electrónicas recogidas, pero el tiempo pasado en la página y el paso a otras páginas / fotografías son unos índices buenos de participación. Ya que la mayoría de empresas toma conciencia de la importancia de colocación regular de su contenido es un problema principal con el que entran en colisión, y consiste en hacer el contenido aún más atractivo.Medidas de los índices de notoriedad y visibilidad de la marca:
- número de visitantes de la página;
- tiempo pasado en la página;
- paso por las páginas / fotografías;
- número de las cartas recogidas.

## Integración necesaria con otras disciplinas del marketing digital
El marketing de contenidos no es una disciplina que se pueda aplicar como una estrategia aislada, sino que debe estar alineada y planificada en concordancia con el resto de estrategias digitales de la empresa u organización. Su puesta en marcha repercute directamente en las estrategias de SEO, social media, entre otras.
Puesto que el contenido puede tratarse de un artículo, un vídeo, una imagen, etc. este puede ser usado en blogs, páginas web corporativas, redes sociales u otras plataformas donde se comparte la información. La no integración del resto de estrategias puede llevar a no completar los resultados que permite poner en marcha una estrategia de Marketing de Contenidos.